# Stanisław Jaskułka (lekkoatleta)
Stanisław Jaskułka (ur. 25 sierpnia 1958 w Pucku) – polski lekkoatleta, skoczek w dal. 
Absolwent Zespołu Szkół Łączności w Warszawie.

## Osiągnięcia
Zawodnik klubów Neptun Gdańsk, LZS Puck i AZS Warszawa. Był wychowankiem trenera Waldemara Płomienia i podopiecznym trenera Jerzego Homziuka. Olimpijczyk z Moskwy (1980), gdzie zajął 5. miejsce w finale z wynikiem 8,13 m (rekord życiowy). To najlepszy występ polskiego skoczka w dal w rywalizacji olimpijskiej. 
Mistrz Europy juniorów z Doniecka (1977) - 7,77 m. Brązowy medalista halowych mistrzostw Europy w Sindelfingen (1980) z wynikiem 7,85 m i uniwersjady w Kobe (1985) - 7,99 m. Dziewiąty w rankingu Track & Field News za rok 1980. 5-krotny mistrz Polski na stadionie (1980, 1981, 1982, 1984 i 1986) oraz w hali (1977, 1979, 1981, 1985, 1989). Po zakończeniu kariery trener. Mieszka w Warszawie.

## Rekordy życiowe
- skok w dal – 8,13 m (28 lipca 1980, Moskwa – 9. wynik w historii polskiej lekkoatletyki[2]) oraz 8,16 m (29 czerwca 1986, Grudziądz – wynik uzyskany przy wietrze +6,4 m/s. Aby rezultat został uznany za oficjalny siła wiatru nie może przekraczać 2,0 m/s).